# Вулиця Устима Кармелюка (Київ)
Ву́лиця Усти́ма Кармелюка́ — вулиця в Дніпровському районі міста Києва, місцевість Стара Дарниця. Пролягає від вулиці Княгині Інгігерди до тупика.
Прилучаються провулки Устима Кармелюка та Князя Ярополка Святославича, між якими наявна перерва у проляганні вулиці.

## Історія
Вулиця виникла в середині XX століття під назвою 609-та Нова. Сучасна назва на честь керівника селянського руху Устима Кармелюка — з 1953 року.
Нумерація будинків на вулиці починається з двадцятого номера, оскільки будівлі на початку вулиці знесені, і на їхньому місці збудовані багатоповерхівки, які отримали поштові адреси по сусідніх вулицях.